# Michael Jensen
Michael Jensen es un deportista danés que compitió en remo. Ganó tres medallas en el Campeonato Mundial de Remo entre los años 1994 y 1996.

## Palmarés internacional
| Campeonato Mundial | Campeonato Mundial            | Campeonato Mundial | Campeonato Mundial      |
| Año                | Lugar                         | Medalla            | Prueba                  |
| ------------------ | ----------------------------- | ------------------ | ----------------------- |
| 1994               | Indianápolis (Estados Unidos) | Medalla de plata   | Ocho con timonel ligero |
| 1995               | Tampere (Finlandia)           | Medalla de oro     | Ocho con timonel ligero |
| 1996               | Motherwell (Reino Unido)      | Medalla de plata   | Ocho con timonel ligero |